# Trilogía de Alejandro Magno
La Trilogía de Alejandro Magno es una serie de novelas escrita por Mary Renault entre 1970 y 1981. Las tres obras que la forman son: Fuego del paraíso, El muchacho persa y Juegos funerarios. Se enfoca principalmente en narrar la vida de Alejandro Magno de forma más personal y humana.

## Obras
1. Fuego del paraíso: Infancia y adolescencia de Alejandro Magno.[2]

1. El muchacho persa: La novela se desarrolla a través de la primera persona narrativa; bajo la perspectiva del esclavo Bagoas.[3]

1. Juegos funerarios: Sobre la reacción ante la muerte de Alejandro, incluyendo los denominados juegos funerarios y la selección del heredero de su imperio.[4]

## Análisis de la trilogía
Renault aparece como pionera en esta idea de reflejar a un personaje con una mirada lateral; no a través de su retrato directo, sino a manera de puzzle recogiendo facetas esclarecedoras de su vida que dan el contorno de la figura retratada. En este caso, a través de su infancia y adolescencia —Fuego del paraíso—, la mirada de su amante —El muchacho persa— y su endeble legado —Juegos funerarios—. Literariamente hablando, la trilogía quizá peca de un leve descenso de su calidad con el paso de los libros, incluso en términos puramente estilísticos, si bien el conjunto resulta al final más que la suma de las partes.
Julián Díez